# Nationale Eisschnelllaufhalle
Die Nationale Eisschnelllaufhalle ist eine Eissporthalle im Stadtbezirk Chaoyang im Nordosten der chinesischen Hauptstadt Peking. Sie wurde auf dem Olympiagelände Olympic Green anlässlich der Olympischen Winterspiele 2022 für die Wettbewerbe im Eisschnelllauf errichtet. Die Arena bietet 12.000 Zuschauern Platz (6800 feste und 5200 temporäre Plätze). Nach dem Ende der Olympischen Spiele soll die Wettkampfstätte auf 6800 Plätze zurückgebaut und der Öffentlichkeit zugänglich gemacht werden.

## Geschichte
Die Nationale Eisschnelllaufhalle wurde vom weltweit auf Sport- und Veranstaltungsstätten spezialisierte Architekturunternehmen Populous entworfen. Dieses war bereits an mehreren Bauten für Olympische Spiele beteiligt, u. a. hat das Architekturbüro die Olympiastadien von Sydney, London und Sotschi mit entworfen. Im April 2017 begannen die Arbeiten an der Eisschnelllaufhalle. Die Eisarena trägt den Spitznamen Ice Ribbon (deutsch Eisschleife, chinesisch 冰丝带) und wurde am 8. Oktober 2021 eröffnet.
Die Fassade der Nationalen Eisschnelllaufhalle wird aus 22 Lichtschleifen gebildet, welche die Halle umhüllen. Auf sie geht der Spitzname Ice Ribbon zurück. Diese Bänder sind mit Leuchtmitteln ausgestattet, so dass die Möglichkeit besteht die Eislaufhalle mit diversen Lichtprogrammen zu bespielen.

## Lage
Die Eisschnelllaufhalle befindet sich im Nordwesten des Olympiageländes von 2008 und ist Teil des Olympic Green. Die Halle ist der einzige komplette Neubau auf dem Olympic Green für die Olympischen Spiele 2022. Auf dem Areal befand sich das Olympic Green Hockey Field, welches als temporäre Anlage für die Olympischen Sommerspiele 2008 (Hockey) und die Sommer-Paralympics 2008 (5er-Fußball und 7er-Fußball) erbaut wurde.